# Criterium van Aalst
Het Natour Criterium van Aalst is een Belgische wielercriterium in Aalst dat op de eerste dag na de Ronde van Frankrijk wordt gehouden. Het werd voor het eerst georganiseerd in 1934. Het is het oudste criterium van België.

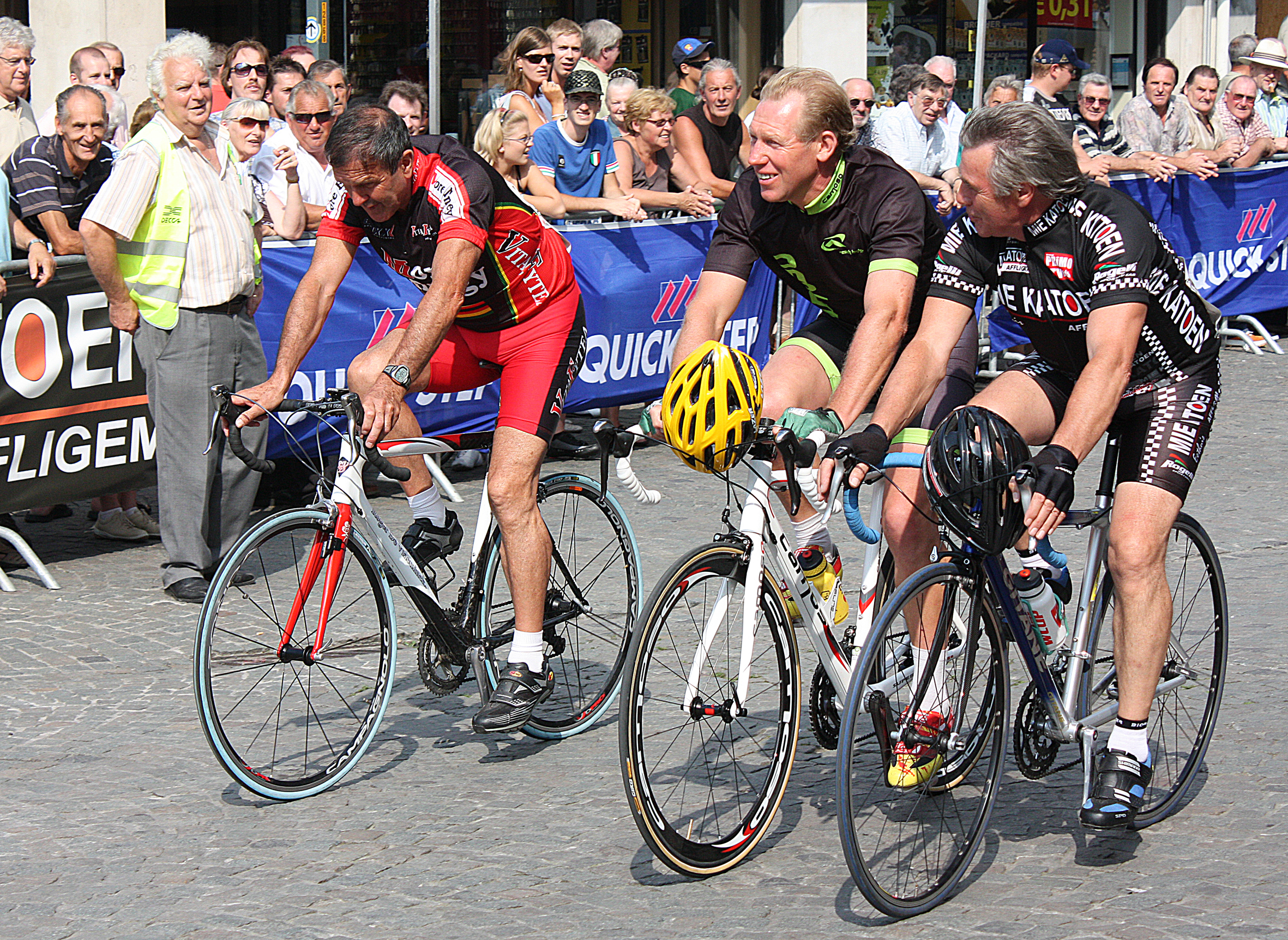
Het criterium van Aalst in 2008.